# Gilbert Austin
Gilbert Austin (1753 - 1837) est un professeur, homme d'église et auteur irlandais. Il est surtout connu pour son livre traitant de la chironomie, intitulé Chironomia,  or a Treatise on Rhetorical Delivery (Chironomie, un traité sur la constitution rhétorique). En droite file du système rhétorique hérité des Grecs et des Latins, et des auteurs pratiquant l'art oratoire, Austin interroge l'importance de la voix et des gestes dans le discours.

## Biographie
Gilbert Austin est né en 1753 dans le comté de Louth, en Irlande. Il fait ses études au Trinity College de Dublin, et reçoit son Bachelor of Arts en 1774, puis son Master of Arts en 1780. Après avoir obtenu ses diplômes, Austin fonde une école privée à Dublin où il éduque notamment les fils de la noblesse irlandaise, et en particulier Augustus Frederick FitzGerald, futur Duc de Leinster. D'ailleurs l'ouvrage d'Austin, Chironomia, or a Treatise on Rhetorical Delivery, est dédié à un de ses élèves de haute réputation, Francis William Caulfeild, Comte de Charlemont.
Austin devient membre actif de la Royal Irish Academy ; il écrit plusieurs articles scientifiques décrivant ses inventions. En 1789, Austin édite et publie un recueil de poèmes écrits par le poète irlandais Thomas Dermody. Austin publie aussi de nombreux sermons, tous regroupés dans Sermons on Practical Subjects. Austin commence ensuite à travailler sur son ouvrage majeur, Chironomia dès les années 1770 mais ce dernier ne sera pas publié avant 1806.
Austin était également un homme de l'église d'Irlande. En 1798, Austin officia à la Cathédrale Saint-Patrick de Dublin. De 1816 jusqu'à sa mort en 1837, Austin fut en effet vicaire ode Laraghbryan (ou Maynooth) ; il y fut aidé par le Duc de Leinster. Austin tint également la maison prébendale de Blackrath de 1821 à 1835.

## Œuvres

### Articles scientifiques
Entre 1790 et 1803, Austin publie trois articles dans les Transactions of the Royal Irish Academy, journal de la Royal Irish Academy. Philippa Spoel (1998) écrit ainsi que « ces articles, qui décrivent la construction et l'application d'appareils de chimie inventés par Austin, démontrent son implication (...) au sein du domaine alors naissant de la chimie ». Les inventions d'Austin sont aussi bien un baromètre portable, un mécanisme pour effectuer le remplissage d'eau à l'aide de dioxyde de carbone et un appareil pour collecter les gaz à partir de l'eau au moyen du mercure. En 1813, Austin publie « On a New Construction of a Condenser and Air-Pump », dans les Philosophical Transactions of the Royal Society of London.

#### Ouvrages de Gilbert Austin
- Chironomia, or a Treatise on Rhetorical Delivery, London, 1806, éditions Mary Margaret Robb and Lester Thonssen, Carbondale.
- « Description of an Apparatus for Transferring Gasses Over Water or Mercury » in Transactions of the Royal Irish Academy, 1803, pp.3-9.
- « Description of a Portable Barometer » in Transactions of the Royal Irish Academy, 1790, pp.99-105.
- « On a New Construction of a Condenser and Air-Pump » in Philosophical Transactions of the Royal Society of London, 1813, pp.138-145.
- Dermody, Thomas. Poems, Dublin, 1789, réédition : New York, Garland, 1978.

#### Sur Gilbert Austin
- Robb, Mary Margaret, and Lester Thonssen. "Editor’s Introduction." Austin, Chironomia ix-xxi.
- Spoel, Philippa M, « The Science of Bodily Rhetoric in Gilbert Austin’s Chironomia », in  Rhetoric Society Quarterly 28 (Fall 1998): 5-27.